# بایگانی جراحی لانگنبک
بایگانی جراحی لانگنبک (آلمانی: Langenbeck's Archiv für Chirurgie؛ ‏ انگلیسی: Langenbeck's Archives of Surgery) که در سال ۱۸۶۰ توسط برنهارت فون لانگنبک پایه‌گذاری شد، قدیمی‌ترین ژورنال پزشکی رشتهٔ جراحی در جهان است. این مجلهٔ علمی، ژورنال رسمی چندین انجمن جراحی اروپایی است. سردبیر کنونی آن «مارکوس و. بوشلر» از دانشگاه دانشگاه هایدلبرگ است. این ژورنال به زبان آلمانی بود، اما از سال ۱۹۹۸ میلادی، منحصراً به زبان انگلیسی منتشر می‌شود.
مطابق گزارش استنادی مجلات، ضریب تأثیر این ژورنال در سال ۲۰۲۰ میلادی، ۳٫۴۴۵ بود.
خلاصه مقالات و اندکس‌های این ژورنال را می‌توان در اینفوترک، چکیده‌های زیست‌شناختی، صنایع ابسکو، مدلاین/پاب‌مد، نمایه استنادی علوم و اسکوپوس یافت.